# Hans-Georg von Friedeburg
Hans-Georg von Friedeburg (Strasburgo, 15 luglio 1895 – Flensburgo, 23 maggio 1945) è stato un ammiraglio tedesco, comandante degli U-Boot dal 1943 e comandante supremo della Kriegsmarine dal 1º maggio 1945 fino alla fine della guerra. Firmò per conto dello Oberkommando der Marine l'atto di resa della Germania, e nei giorni seguenti si suicidò con una capsula di cianuro.